# قزل‌داغ (کوه)

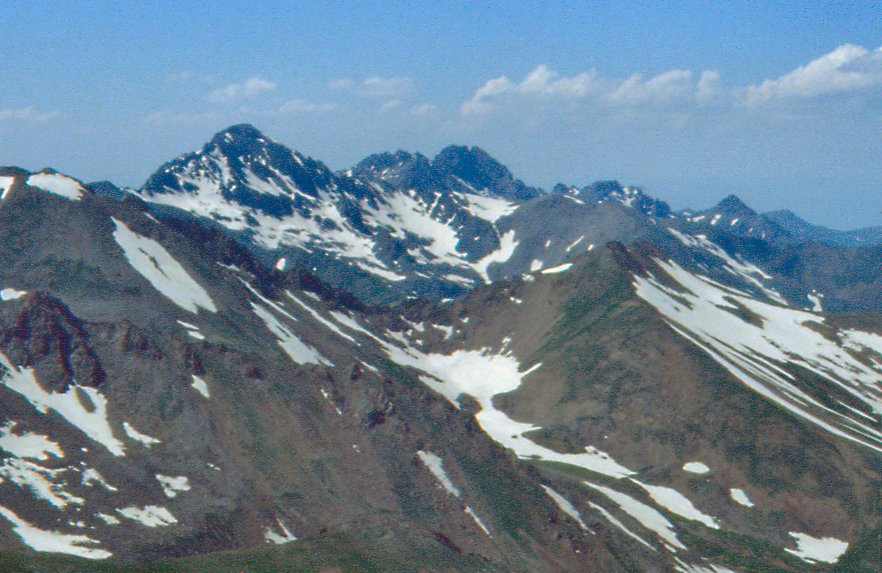
کاپودچوغ (کوهی که در مرز ارمنستان و جمهوری آذربایجان واقع شده است)

قزل‌داغ (به لاتین : Qızıldağ) کوهی در جمهوری آذربایجان با ارتفاع ۱۳۱۹.۱ متر از سطح دریا است که در شهرستان شاهبوز از توابع جمهوری خودمختار نخجوان در مرز با شهرستان بابک واقع شده است.

## جغرافیا
این کوه در ۱۹ کیلومتری شمال شرقی شهر نخجوان، ۴ کیلومتری شمال شرقی جگری، در ساحل راست مسیر میانی رودخانه نخجوان‌چای و در محل تلاقی آن با و جگری‌چای واقع شده است.
یک کانسار مس در یک کیلومتری جنوب شرقی قزل‌داغ واقع شده است که در سال ۱۹۶۱-۱۹۶۳ توسط گ.محمدف و م.محمدف مورد مطالعه قرار گرفت. همچنین جزئیات آن در ۱۹۸۰-۱۹۸۱ توسط و.نقی‌اف و ی.کریموف کشف شد.